# Misher Films
Misher Films ist eine US-amerikanische Filmproduktionsfirma für Kinofilme sämtlicher Genres.

## Geschichte
Der Filmproduzent Kevin Misher gründete im Jahr 2001 die Produktionsfirma Misher Films, nachdem er zuvor bei Universal Pictures als Vizepräsident arbeitete. Misher Films arbeitet mit den anderen Produktionsfirmen zusammen, darunter zählen Universal Pictures, Paramount Pictures und Columbia Pictures zu den bekanntesten. Das erste Filmprojekt mit der Produktionsfirma war The Scorpion King, der Ableger von Die Mumie. Anschließend folgte das Projekt Welcome to the Jungle mit Dwayne Johnson, Seann William Scott und Christopher Walken. Im Jahr 2005 wurde das Projekt Die Dolmetscherin mit Nicole Kidman und Sean Penn verwirklicht. Der Film Fighting mit Channing Tatum und Terrence Howard wurde in Zusammenarbeit mit Relativity Media produziert. Im gleichen Jahr produzierte Mischer Films mit Paramount Pictures und Anonymous Content den Film Fall 39, mit Renée Zellweger und Jodelle Ferland in den Hauptrollen. Das wohl bekannteste Projekt, wo Misher Films als Produktionsfirma mit beteiligt war, ist der Film Public Enemies von Regisseur Michael Mann, der von den Verbrechern John Dillinger (gespielt von Johnny Depp) und Melvin Purvis (gespielt von Christian Bale) handelt. Die Teenie-Komödie It´s Kind of a Funny Story mit Zach Galifianakis in der Hauptrolle wurde im Jahr 2010 veröffentlicht.

## Filmproduktionen
- 2003: Welcome to the Jungle (The Rundown)
- 2005: Die Dolmetscherin (The Interpreter)
- 2009: Fighting
- 2009: Public Enemies
- 2009: Fall 39 (Case 39)
- 2010: It’s Kind of a Funny Story